# Diego Melián
Diego Melián, vollständiger Name Diego Melián de León, (* 4. November 1991 in Montevideo) ist ein uruguayischer Fußballspieler.

## Karriere
Der 1,86 Meter große Torhüter Melián stand zu Beginn seiner Karriere in Reihen des in Montevideo beheimateten Vereins Danubio FC. Im August 2013 wechselte er innerhalb der Stadt auf Leihbasis zum Zweitligisten Huracán FC. Dort absolvierte er am 21. Dezember 2013 unter Trainer Miguel Puppo bei der 2:3-Heimniederlage gegen Boston River als Mitglied der Startelf sein Debüt und einziges Spiel in der Segunda División. Mitte Januar 2014 wurde er seitens Danubio dann an den Erstligisten Racing ausgeliehen, blieb jedoch bis zum Saisonende 2014/15 und auch in der Spielzeit 2015/16 ohne Einsatz in der Primera División. Während der Saison 2016 absolvierte er dann sämtliche 15 Ligaspiele seines Klubs.